# 布彥蒙庫
布彥蒙庫（1883年—1916年10月16日），清代卫拉特蒙古土尔扈特贵族，第十一任札萨克卓哩克图汗，布彥綽克圖长子。
光绪十七年（1891年）十二月，父布彥綽克圖去世，布彥蒙庫八岁袭封。光绪二十七年（1901年）正式就任盟长，赏三眼花翎。次年为乾清门御前行走。辛亥革命时，他追随新疆督军杨增新，表示拥护共和。他参与抵御外蒙古哲布尊丹巴进攻阿尔泰。迎接新土尔扈特部盟长密什克栋固鲁布。民国五年（1916年）10月16日，布彥蒙庫因心肌梗塞去世。北洋政府蒙藏院命其子滿楚克札布袭封。
| 前任： 布彥綽克圖 | 札萨克卓哩克图汗 旧土尔扈特部乌讷恩素珠克图盟盟长 1891年－1916年 | 繼任： 滿楚克札布 |